# Blowfly
Clarence Henry Reid (Cochran, Georgia, 14 de febrero de 1939 – 17 de enero de 2016) fue un músico, compositor y productor estadounidense, conocido por su nombre artístico Blowfly.

## Biografía
Durante los años 1960 y 1970 Reid escribió y produjo para artistas como Betty Wright, Sam & Dave, Gwen McCrae, Jimmy "Bo" Horne, Bobby Byrd, y KC & the Sunshine Band. Durante este periodo también fue artista musical, cortando muchas de sus propias canciones, incluyendo "Nobody But You Babe".

### Enfermedad y muerte
El 12 de enero de 2016, El baterista de Blowfly "Uncle", Tom Bowker anunció en un comunicado a través de Facebook que Blowfly Reid sufría de cáncer de hígado en etapa terminal y había sido admitido en un centro de cuidados paliativos en Florida. Según Bowker, el cantante lanzaría su último LP - titulado 77 Trombones - en febrero de 2016.
El 17 de enero de 2016, una nueva actualización a la página de Blowfly en Facebook anunció la muerte de Reid.

## Discografía

### Álbumes como Clarence Reid
- Dancin' with Nobody But You Babe (1969)
- Running Water (1973)
- On the Job (1976)

### Álbumes como Blowfly
- The Weird World of Blowfly (1971)
- Blow Fly on TV (1974)
- Zodiac Blowfly (1975)
- Oldies But Goodies (1976)
- Blowfly's Disco Party (1977)
- At the Movies (1977)
- Porno Freak (1978)
- Zodiac Party (1978)
- Blowfly's Party (1980)
- Rappin' Dancing & Laughin (1981)
- Butterfly (1981)
- Fresh Juice (1983)
- Electronic Banana (1985)
- On Tour 1986 (1986)
- Blowfly and the Temple of Doom (1987)
- Blowfly for President (1988)
- Freak Party (1989)
- Twisted World of Blowfly (1991)
- 2001: A Sex Odyssey (1996)
- Analthology: The Best of Blowfly (1996)
- Blowfly Does XXX-Mas (1999)
- Fahrenheit 69 (2005)
- Blowfly's Punk Rock Party (2006)
- Superblowfly (2007)
- Live At the Platypussery (2008)
- Black in the Sack (2012)
- 7 Rusty Trombones (2016)